# Zanclopteryx
Zanclopteryx là một chi bướm đêm thuộc họ Geometridae. Và được mô tả vào năm 1868 tại tiểu bang California, Mỹ.

## Các loài
- Zanclopteryx aculeataria Herrich-Schaffer, 1855
- Zanclopteryx conspersa Warren, 1908
- Zanclopteryx floccosa Warren, 1897
- Zanclopteryx mexicana Prout, 1910
- Zanclopteryx punctiferata Prout, 1910
- Zanclopteryx subsimilis Warren, 1897
- Zanclopteryx uniferata (Walker, 1863)
- Zanclopteryx venata Warren, 1897